# 현대차증권
현대차증권 주식회사는 현대자동차그룹 계열 증권회사이다. CMA, 채권 등 일반적인 증권 업무 서비스를 제공하고 있다.

## 연혁
- 1955년 7월 26일 신흥증권 창립
- 1966년 1월 6일 본점 이전 (을지로2가 199-41)
- 1994년 6월 7일 본점 이전 (여의도 25-3)
- 2008년 3월 28일 현대자동차그룹 계열사 편입
- 2008년 4월 1일 현대차IB증권으로 사명 변경
- 2008년 6월 1일 HMC투자증권으로 사명 변경
- 2017년 7월 1일 현대차투자증권으로 사명 변경
- 2018년 7월 1일 현대차증권으로 사명 변경
- 2024년 11월 2000억원 규모의 유상증자를 결정[1]